# Iglesia de Santa María della Scala (Roma)
La iglesia de Santa Maria della Scala es un lugar de culto católico en Roma, ubicado en el distrito de Trastevere en la Piazza della Scala. Construida entre los siglos XVI y XVII, alberga la diaconía y rectoría homónima encomendada a la orden de los Carmelitas Descalzos. Al lado estaba el oratorio de los Santos Teresa y Carlos .

## Historia
Fue construida entre 1593 y 1610 para albergar el icono de la Madonna della Scala, conservado en el brazo sur del crucero, junto con una estatua de San Juan de la Cruz. La tradición cuenta que en 1592 este icono, colocado en las escaleras de una casa cercana, curó milagrosamente a un niño deforme tras las oraciones de su madre. El Papa Clemente VIII confió el proyecto a Francesco Capriani da Volterra, quien murió un año después. Con la bula papal Sacrarum Religionum del 20 de marzo de 1597, la iglesia, todavía en construcción, fue confiada a los Carmelitas Descalzos. Tras finalizar el interior en 1610, la fachada se terminó en 1624.
En 1664 el Papa Alejandro VII elevó la iglesia al cardenalato.
En 1849, durante la República Romana, la iglesia fue utilizada como hospital: entre los varios patriotas que murieron también estaba Andrea Aguyar, el "Moro de Garibaldi".

## Descripción

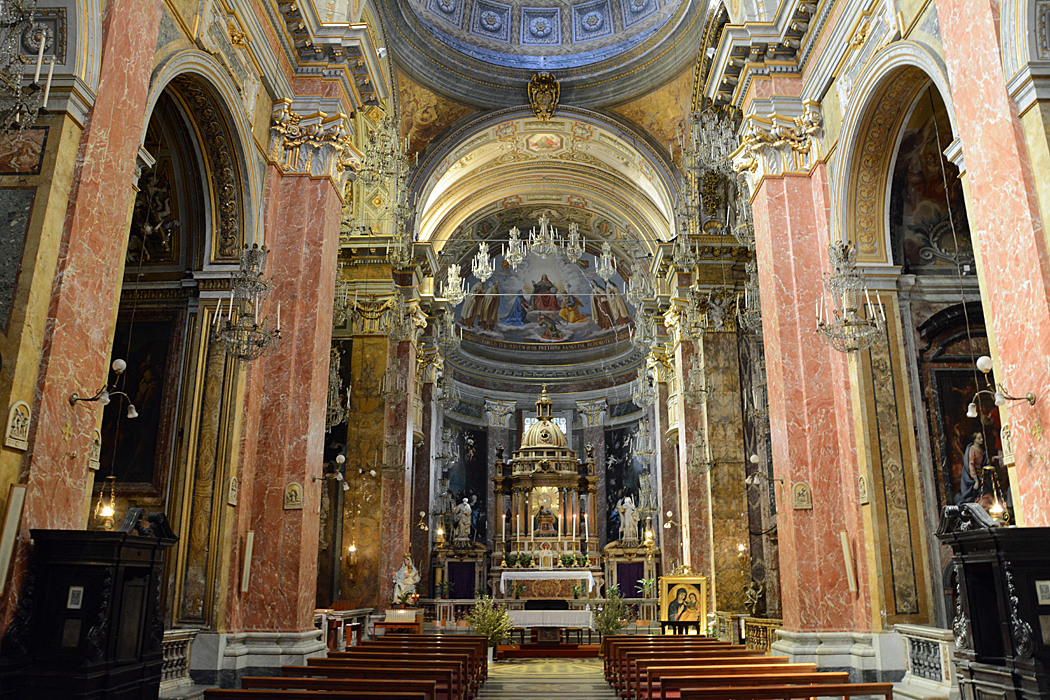
Interno

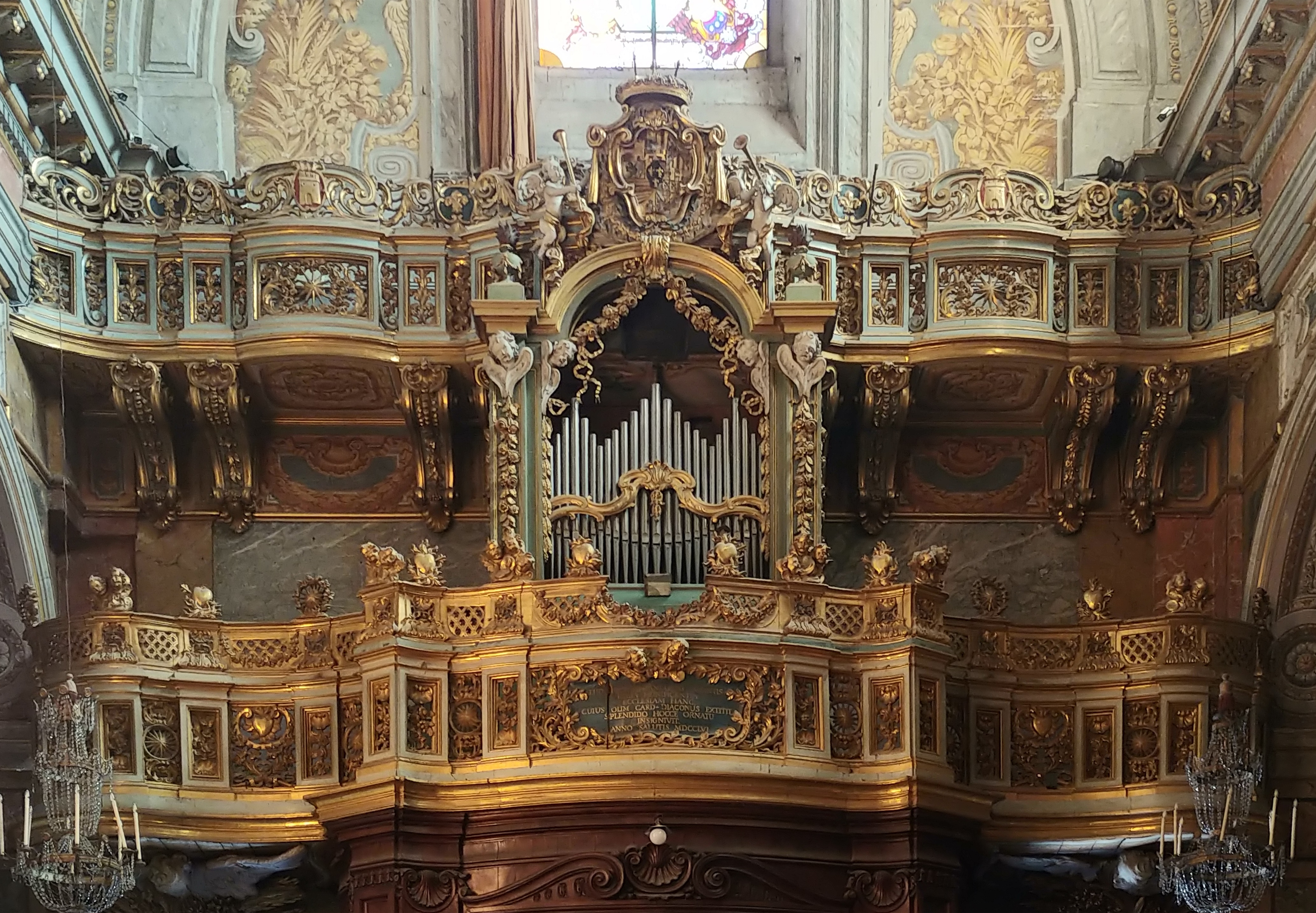
Coros y órgano de tubos

La fachada de Santa Maria delle Scala presenta dos órdenes de pilastras conectadas por volutas y está realizada en travertino hasta la altura de los nichos laterales. Sobre el portal, al que se accede por una escalera, un nicho alberga la estatua de la Virgen con el Niño esculpida por Francesco di Cusart.
En el interior, la iglesia tiene planta de cruz latina, con una sola nave flanqueada por tres capillas a cada lado. El suelo, rico en lápidas, aparece en la renovación terminada en 1739.
En la contrafachada, el compás y los dos coros barrocos de madera (1756) son de Giuseppe Pannini;  De estos últimos, el inferior alberga el órgano de tubos, construido por Carlo Vegezzi Bossi en 1908 (opus 1282) y dotado de 11 registros en un solo teclado y pedal.
El altar mayor, dedicado al Salvador, data de 1650. Diseñado por Carlo Rainaldi, está rematado por un pequeño dosel en forma de templete sostenido por dieciséis columnas corintias en alabastro con bandas de bronce dorado, y decorado entre cuatro estatuillas de terracota de apóstoles pintadas para imitar el bronce. En el centro conserva un Cordero del Apocalipsis en bronce dorado. El altar fue reconsagrado en 1725 por el Papa Benedicto XIII. El retablo presenta una Virgen del Carmen de Giuseppe Peroni que data de 1737.
El coro, la nave y el brazo norte del crucero están decorados con pinturas que reproducen molduras, mientras que el crucero sur está decorado con molduras de estuco real.
El coro profundo está cerrado al fondo por un ábside, y alberga las pinturas del Bautismo de Cristo y las Bodas de Caná a la derecha, y las de Última Cena y Ascensión de Cristo en el lado opuesto; En el centro del ábside hay una pintura del Cavalier d'Arpino, Regina Coeli con el Niño. La pila del ábside está pintada al fresco con un Redentor entronizado con la Virgen y los santos.
Inmediatamente después del altar mayor se encuentra la sacristía, cuyas paredes están revestidas con estatuillas de papel maché de los doce apóstoles, realizadas después de que las originales de bronce fueran robadas durante el período napoleónico.

### Capillas

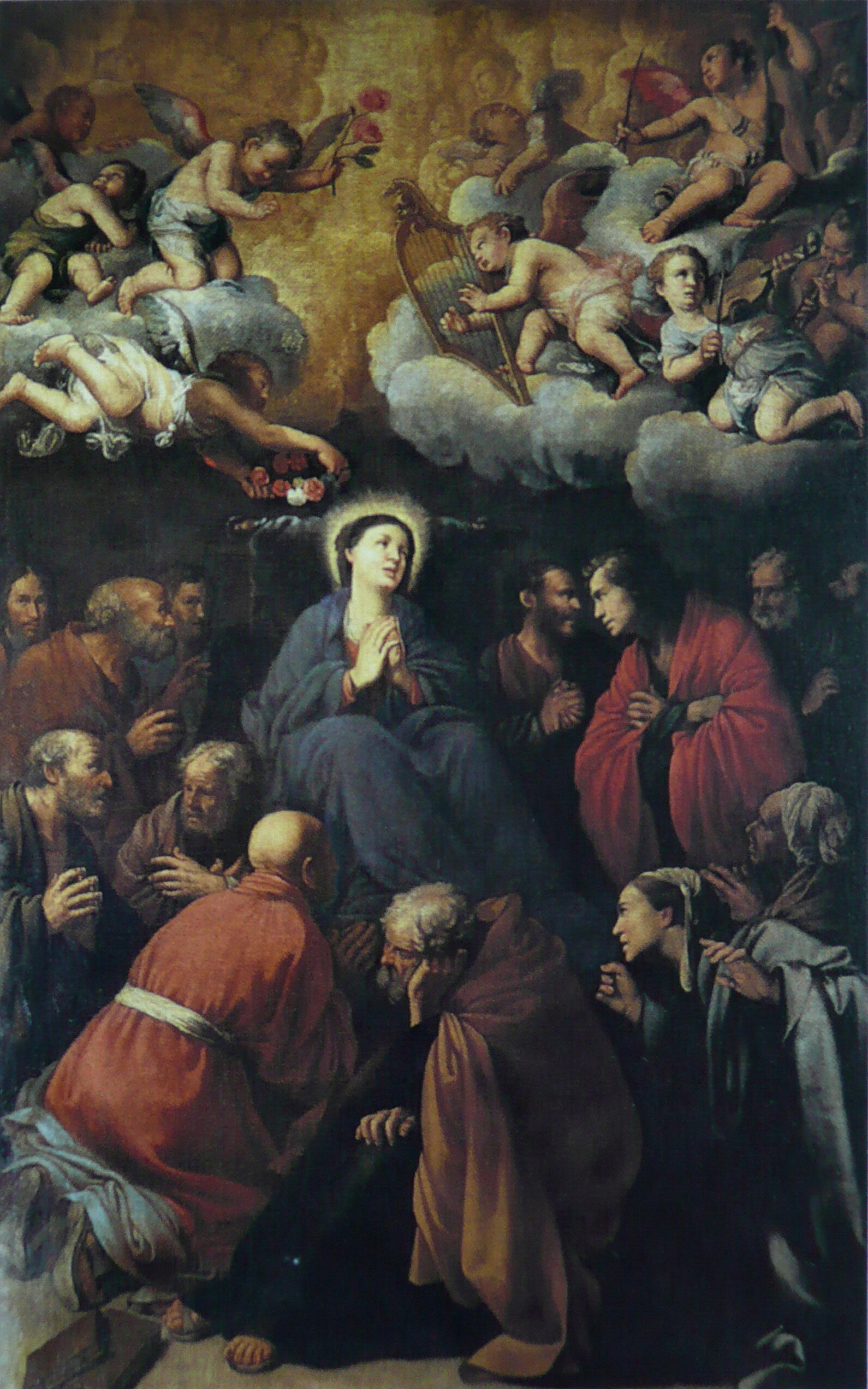
Muerte de la Virgen de Carlo Saraceni

La primera capilla a la derecha, dedicada a San Juan Bautista, alberga un lienzodel siglo XVII que representa la Decapitación de San Juan en la prisión, terminada en 1602, por Gerard van Honthorst, conocido como "Gherardo delle notti". El altar está sostenido por dos enormes columnas de mármol negro, mientras que el espejo bajo la pintura que continúa en la base de las columnas es de alabastro ; Otras decoraciones están realizadas en jaspe siciliano y amarillo de Siena. A los lados de la capilla encontramos las lápidas de la familia Sinibaldi mencionadas en la inscripción del suelo.La segunda capilla a la derecha, dedicada a San Giacinto, presenta un altar decorado con columnas con fustes de mármol rojo de Cottanello y en las bases los escudos en bajorrelieve de las familias Barisiani y Dionisi, también incrustados en el suelo sobre fondo azul. Sobre el tímpano hay una placa de mármol negro con una inscripción dedicada al santo. En el altar hay una pintura de Antiveduto Gramatica que representa a la Virgen, San Jacinto y Santa Catalina de Siena, terminada en 1600. En las paredes laterales se encuentran dos monumentos sepulcrales pertenecientes a los señores Sorbolonghi, trasladados aquí desde los cercanos pilares de la iglesia en el momento de la restauración del siglo XVIII. En la capilla se venera desde principios de siglo la pintura de la Mater Purísima.
La tercera capilla a la derecha es conocida como "de San José", pero está dedicada a María, San José y Santa Ana, como indica la placa en letras de metal dorado con marco en verde antico, nubes de alabastro y hojas de lapislázuli. El retablo que representa el tema de la Sagrada Familia es de Giovanni Ghezzi, a la derecha está el Sueño de José de Giovanni Odazzi, a la izquierda un Desposorio de la Virgen de Lodovico Antonio David, y en la bóveda la Gloria de San José también de Odazzi. En el altar hay una pequeña copia del Sagrado Corazón de Jesús de Pompeo Batoni, colocada allí en 1780 bajo el pontificado de Pío VI.
La capilla derecha del crucero está dedicada a Santa Teresa de Ávila, reformadora de la Orden de los Carmelitas Descalzos. El altar, obra de Giovanni Paolo Pannini, presenta cuatro columnas espirales de color verde antico. En el frontón hay dos ángeles de estuco de Giovanni Battista Maini. El retablo con el Éxtasis de Santa Teresa es obra de Francesco Mancini . En los muros laterales, dos altorrelieves de mármol dentro de sendos óvalos representan dos momentos de la vida del santo; a la derecha, Teresa atravesada por un querubín, de Michel-Ange Slodtz y a la izquierda, Santa Teresa en éxtasis de Filippo Valle, a quien también se deben los dos querubines que sostienen el arquitrabe y emergen de los capiteles de las pilastras angulares. Sobre el altar, en el luneto, hay dos altorrelieves de estuco de Giuseppe Lironi que representan las visiones del Santo. La reliquia del pie derecho del santo se conserva en la capilla desde 1617.
La primera capilla a la izquierda está dedicada a María Santissima del Carmine. El retablo representa a la Virgen ofreciendo el escapulario a San Simón Stock y al profeta Elías y es obra de Cristofaro Roncalli, a quien también pertenece Padre Eterno, pintado en el tímpano. Desde 1917, en el lado izquierdo de la capilla se venera la estatua de la Virgen del Carmen con el Niño, una escultura de madera revestida con ricos lienzos bordados en oro.
La segunda capilla a la izquierda está dedicada a la Asunción . El proyecto es de Girolamo Rainaldi . La bóveda presenta un fresco de una paloma, mientras que las paredes laterales albergan lienzos de Las bodas y la Natividad de María de Giovanni Conca. Entre las obras de arte que conserva destaca la Muerte de la Virgen de Carlo Saraceni . Esta última obra sustituye a una obra controvertida de Caravaggio, La Muerte de la Virgen. Caravaggio fue sospechoso de haber utilizado como modelo a una prostituta ahogada en el Tíber y de haber insertado en la obra elementos que remitían a posiciones pauperistas y los Carmelitas Descalzos rechazaron la obra alegando que carecía del decoro necesario y que podía incluso rozar la herejía.
La tercera capilla a la izquierda, dedicada al crucifijo, alberga un crucifijo de madera pintado a imitación de bronce y el grupo de mármol de San Juan de la Cruz, a los pies del Crucifijo, de Pietro Papaleo, realizado tras la canonización del santo en 1726. Los muros laterales están revestidos de alabastro y las dos columnas del altar son de mármol negro. Las pinturas laterales y la decoración de la bóveda son de Filippo Zucchetti.
La capilla izquierda del crucero, dedicada a Santa Maria della Scala, alberga en el altar el fresco considerado milagroso, originalmente venerado en el altar mayor. El altar de la capilla presenta cuatro enormes columnas corintias con fustes de mármol rojo de Verona . En la pared derecha se encuentra el cenotafio del marqués Santacroce, obra de Alessandro Algardi y, enfrente, la tumba de Livia Santacroce, obra de Domenico Guidi. Los dos monumentos están rematados por dos lienzos con la Coronación de la Virgen a la derecha y la Inmaculada Concepción a la izquierda de Lucas de la Haye conocido como Fra Luca Fiammingo.

## Tienda de especias
Cerca de la iglesia hay un monasterio famoso por haber albergado la farmacia de la corte papal en el siglo XVII: el mobiliario y los instrumentos de la época se conservan aún hoy. La antigua Spezieria está situada en el primer piso del convento de las Carmelitas Descalzas, encima de la farmacia todavía en funcionamiento. Se inauguró a principios del siglo XVIII y abasteció a los papas y sus familias, gozando de privilegios y exenciones de impuestos.
Se conservan las estanterías del siglo XVIII, con los tarros aún llenos, mientras que los remedios, recetarios y herbarios están dispuestos como si la botica siguiera en activo. El mobiliario incluye dos inscripciones en latín: «Ni la hierba ni la mezcla los curaron, sino tu palabra, Señor, que todo lo cura» y «De la tierra el Altísimo creó las medicinas: el hombre prudente no las despreciará».
En el contiguo laboratorio de licores, que data de la primera mitad del siglo XIX, se conservan los instrumentos utilizados para la destilación, si bien el convento ha suspendido la producción de éstos en los últimos años.

## Entradas relacionadas
- Santa María della Scala (diaconía)

- Datos: Q2533316
- Multimedia: Santa Maria della Scala (Rome) / Q2533316